# バタヴィア共和国

バタヴィア共和国
Bataafse Republiek (オランダ語)

国の標語: Gelykheid, Vryheid, Broederschap（オランダ語）
自由、平等、友愛国歌: La Marseillaise（フランス語）
ラ・マルセイエーズ

バタヴィア共和国の位置（1797年）

| ネーデルラントの歴史                                                   | ネーデルラントの歴史                                                             | ネーデルラントの歴史                                                | ネーデルラントの歴史                                                  | ネーデルラントの歴史                                                                        | ネーデルラントの歴史                                                                        | ネーデルラントの歴史                                                                        | ネーデルラントの歴史                                                                        | ネーデルラントの歴史                                                                        |
| ---------------------------------------------------------------------- | -------------------------------------------------------------------------------- | ------------------------------------------------------------------- | --------------------------------------------------------------------- | ------------------------------------------------------------------------------------------- | ------------------------------------------------------------------------------------------- | ------------------------------------------------------------------------------------------- | ------------------------------------------------------------------------------------------- | ------------------------------------------------------------------------------------------- |
| フリーシー族                                                           |                                                                                  |                                                                     | ベルガエ族                                                            | ベルガエ族                                                                                  | ベルガエ族                                                                                  | ベルガエ族                                                                                  | ベルガエ族                                                                                  | ベルガエ族                                                                                  |
|                                                                        | カナネファテス族                                                                 | カマウィ族 トゥバンテス族                                           | カマウィ族 トゥバンテス族                                             | ガリア・ベルギカ （紀元前55年 - 5世紀ごろ） ゲルマニア・インフェリオル （83年 - 5世紀ごろ） | ガリア・ベルギカ （紀元前55年 - 5世紀ごろ） ゲルマニア・インフェリオル （83年 - 5世紀ごろ） | ガリア・ベルギカ （紀元前55年 - 5世紀ごろ） ゲルマニア・インフェリオル （83年 - 5世紀ごろ） | ガリア・ベルギカ （紀元前55年 - 5世紀ごろ） ゲルマニア・インフェリオル （83年 - 5世紀ごろ） | ガリア・ベルギカ （紀元前55年 - 5世紀ごろ） ゲルマニア・インフェリオル （83年 - 5世紀ごろ） |
|                                                                        | カナネファテス族                                                                 | サリ・フランク族                                                    |                                                                       | バタウィ族                                                                                  | バタウィ族                                                                                  |                                                                                             |                                                                                             |                                                                                             |
| 無人 （4世紀 - 5世紀ごろ）                                             | 無人 （4世紀 - 5世紀ごろ）                                                       | ザクセン族                                                          | サリ・フランク族 （4世紀 - 5世紀ごろ）                                | サリ・フランク族 （4世紀 - 5世紀ごろ）                                                      | サリ・フランク族 （4世紀 - 5世紀ごろ）                                                      |                                                                                             |                                                                                             |                                                                                             |
| フリースラント王国 （6世紀ごろ - 734年）                               | フリースラント王国 （6世紀ごろ - 734年）                                         |                                                                     | フランク王国（481年 - 843年） カロリング帝国 （800年 - 843年）        | フランク王国（481年 - 843年） カロリング帝国 （800年 - 843年）                              | フランク王国（481年 - 843年） カロリング帝国 （800年 - 843年）                              | フランク王国（481年 - 843年） カロリング帝国 （800年 - 843年）                              | フランク王国（481年 - 843年） カロリング帝国 （800年 - 843年）                              | フランク王国（481年 - 843年） カロリング帝国 （800年 - 843年）                              |
| フリースラント王国 （6世紀ごろ - 734年）                               | フリースラント王国 （6世紀ごろ - 734年）                                         | アウストラシア（511年 - 687年）                                     |                                                                       |                                                                                             |                                                                                             |                                                                                             |                                                                                             |                                                                                             |
|                                                                        |                                                                                  |                                                                     |                                                                       |                                                                                             |                                                                                             |                                                                                             |                                                                                             |                                                                                             |
|                                                                        |                                                                                  |                                                                     |                                                                       |                                                                                             |                                                                                             |                                                                                             |                                                                                             |                                                                                             |
| 中部フランク王国（843年 - 855年）                                      | 中部フランク王国（843年 - 855年）                                                | 中部フランク王国（843年 - 855年）                                   | 中部フランク王国（843年 - 855年）                                     | 中部フランク王国（843年 - 855年）                                                           | 西フランク王国 （843年 - 987年）                                                            |                                                                                             |                                                                                             |                                                                                             |
| ロタリンギア王国（855年 - 959年） 下ロタリンギア公国（959年 - 1190年） |                                                                                  |                                                                     |                                                                       |                                                                                             | 西フランク王国 （843年 - 987年）                                                            |                                                                                             |                                                                                             |                                                                                             |
| フリースラント                                                         |                                                                                  |                                                                     |                                                                       |                                                                                             |                                                                                             |                                                                                             |                                                                                             |                                                                                             |
| フリースラントの自由 （11世紀 - 16世紀）                               | ホラント伯国 （880年 - 1432年）                                                  | ユトレヒト司教領 （695年 - 1456年）                                 | ブラバント公国 （1183年 - 1430年） ゲルデルン公国 （1046年 - 1543年） | ブラバント公国 （1183年 - 1430年） ゲルデルン公国 （1046年 - 1543年）                       | フランドル伯国 （862年 - 1384年）                                                           | エノー伯国 （1071年 - 1432年） ナミュール伯国 (981年 - 1421年)                              | リエージュ司教領 （980年 - 1794年）                                                         | ルクセンブルク公国 （1059年 - 1443年）                                                      |
|                                                                        | ブルゴーニュ領ネーデルラント（1384年 - 1482年）                                  |                                                                     |                                                                       |                                                                                             |                                                                                             |                                                                                             |                                                                                             |                                                                                             |
|                                                                        | ハプスブルク領ネーデルラント（1482年 - 1795年） （ネーデルラント17州1543年以降） |                                                                     |                                                                       |                                                                                             |                                                                                             |                                                                                             |                                                                                             |                                                                                             |
| ネーデルラント連邦共和国 （1581年 - 1795年）                           | ネーデルラント連邦共和国 （1581年 - 1795年）                                     | ネーデルラント連邦共和国 （1581年 - 1795年）                        | ネーデルラント連邦共和国 （1581年 - 1795年）                          | スペイン領ネーデルラント （1556年 - 1714年）                                                | スペイン領ネーデルラント （1556年 - 1714年）                                                | スペイン領ネーデルラント （1556年 - 1714年）                                                |                                                                                             |                                                                                             |
|                                                                        |                                                                                  |                                                                     |                                                                       | オーストリア領ネーデルラント （1714年 - 1795年）                                            |                                                                                             |                                                                                             |                                                                                             |                                                                                             |
|                                                                        |                                                                                  |                                                                     |                                                                       | ベルギー合衆国 （1790年）                                                                   | ベルギー合衆国 （1790年）                                                                   | ベルギー合衆国 （1790年）                                                                   | リエージュ共和国 （1789年 - 1791年）                                                        |                                                                                             |
|                                                                        |                                                                                  |                                                                     |                                                                       |                                                                                             |                                                                                             |                                                                                             |                                                                                             |                                                                                             |
| バタヴィア共和国（1795年 - 1806年） ホラント王国（1806年 - 1810年）    | バタヴィア共和国（1795年 - 1806年） ホラント王国（1806年 - 1810年）              | バタヴィア共和国（1795年 - 1806年） ホラント王国（1806年 - 1810年） | バタヴィア共和国（1795年 - 1806年） ホラント王国（1806年 - 1810年）   | フランス第一共和政（1795年 - 1804年） フランス第一帝政（1804年 - 1815年）                   | フランス第一共和政（1795年 - 1804年） フランス第一帝政（1804年 - 1815年）                   | フランス第一共和政（1795年 - 1804年） フランス第一帝政（1804年 - 1815年）                   | フランス第一共和政（1795年 - 1804年） フランス第一帝政（1804年 - 1815年）                   | フランス第一共和政（1795年 - 1804年） フランス第一帝政（1804年 - 1815年）                   |
|                                                                        |                                                                                  |                                                                     |                                                                       |                                                                                             |                                                                                             |                                                                                             |                                                                                             |                                                                                             |
| ネーデルラント連合公国（1813年 - 1815年）                              |                                                                                  |                                                                     |                                                                       |                                                                                             |                                                                                             |                                                                                             |                                                                                             |                                                                                             |
| ネーデルラント連合王国（1815年 - 1830年）                              | ネーデルラント連合王国（1815年 - 1830年）                                        | ネーデルラント連合王国（1815年 - 1830年）                           | ネーデルラント連合王国（1815年 - 1830年）                             | ネーデルラント連合王国（1815年 - 1830年）                                                   | ネーデルラント連合王国（1815年 - 1830年）                                                   | ネーデルラント連合王国（1815年 - 1830年）                                                   | ネーデルラント連合王国（1815年 - 1830年）                                                   | ルクセンブルク 大公国 （同君連合、1815年 - ）                                               |
| オランダ王国（1839年 - ）                                              | オランダ王国（1839年 - ）                                                        | オランダ王国（1839年 - ）                                           | オランダ王国（1839年 - ）                                             | ベルギー王国（1830年 - ）                                                                   | ベルギー王国（1830年 - ）                                                                   | ベルギー王国（1830年 - ）                                                                   | ベルギー王国（1830年 - ）                                                                   | ルクセンブルク 大公国 （同君連合、1815年 - ）                                               |
|                                                                        |                                                                                  |                                                                     |                                                                       |                                                                                             |                                                                                             |                                                                                             |                                                                                             | ルクセンブルク大公国 （1890年 - ）                                                          |

バタヴィア共和国、バターフ共和国（バタヴィアきょうわこく、オランダ語: Bataafse Republiek、フランス語: République batave）は、1795年から1806年まで現在のオランダに存在したフランスの衛星国である。ネーデルラント連邦共和国の崩壊後に成立した。1806年にルイ・ボナパルトを国王とするホラント王国へと移行した。
国名は、古代ローマ時代にネーデルラント北部、現在の南ホラント州一帯に定住していたゲルマン系のバターウィー族に由来する。オランダ人の民主派勢力である愛国者（パトリオッテン）派は、1787年に一時フランスなどに亡命していたが、彼らはオランダ（ネーデルラント）人ではなくバターフェン（バターフ人、バタヴィア人）と名乗っており、帰国して実権を握った際にこれを国名とした。
1798年3月に憲法が採択され、5月に発効した。それまでのネーデルラント7州における自治は大きく制限され、8県に再編された。
- アムステル県 (Departement van de Amstel)
- デルフ県 (Departement van de Delf)
- ドンメル県 (Departement van de Dommel)
- エームス県 (Departement van de Eems)
- アウデ・エイセル県 (Departement van de Oude IJssel)
- レイン県 (Departement van de Rijn)
- スヘルデ・エン・マース県 (Departement van de Schelde en Maas)
- テセル県 (Departement van Texel)

立法府は二院制をとり、行政府は5人の長官によって運営された。